# Palestine Broadcasting Service

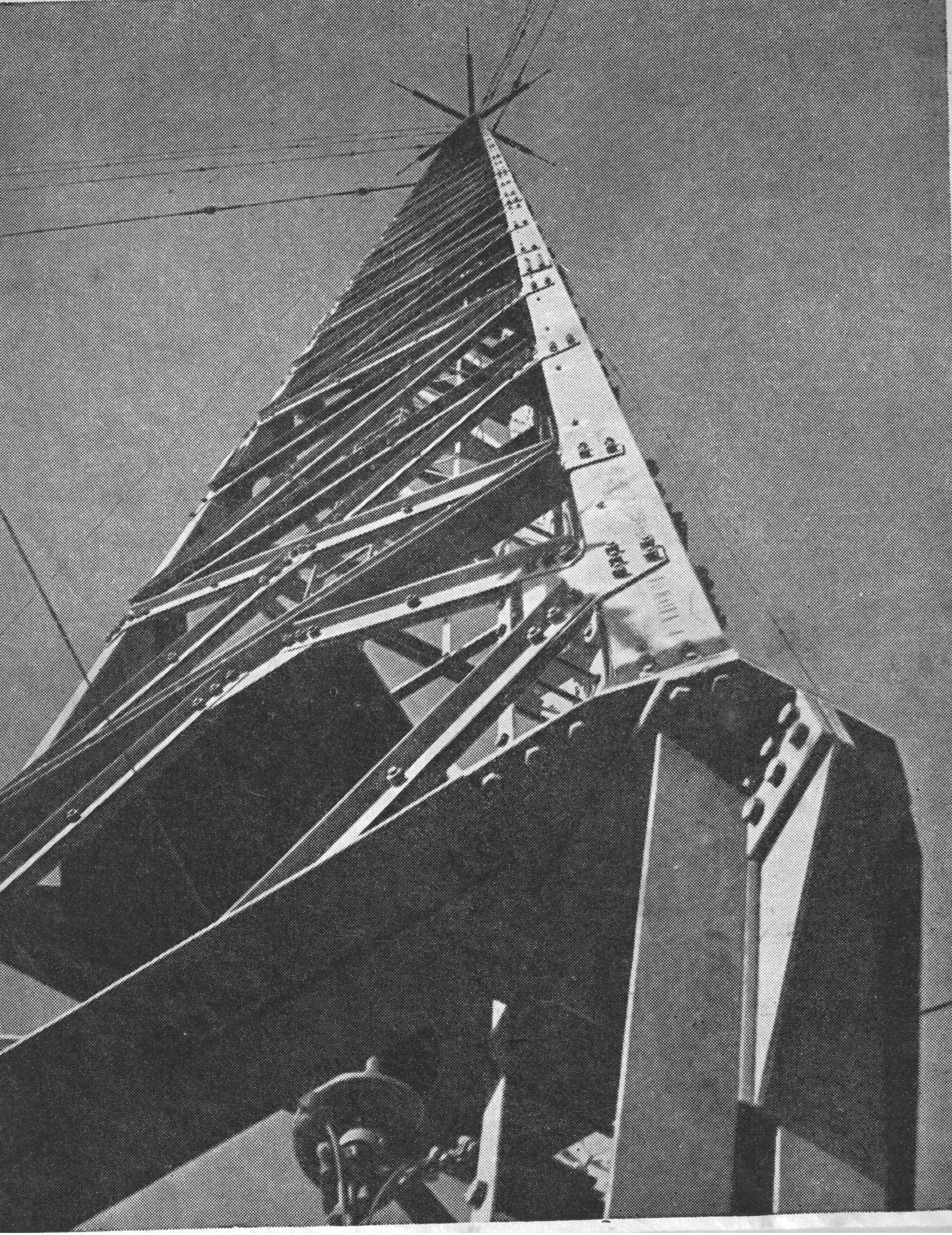
La tour de transmission de 225 mètres de haut du Palestine Broadcasting Service à Ramallah, 1945

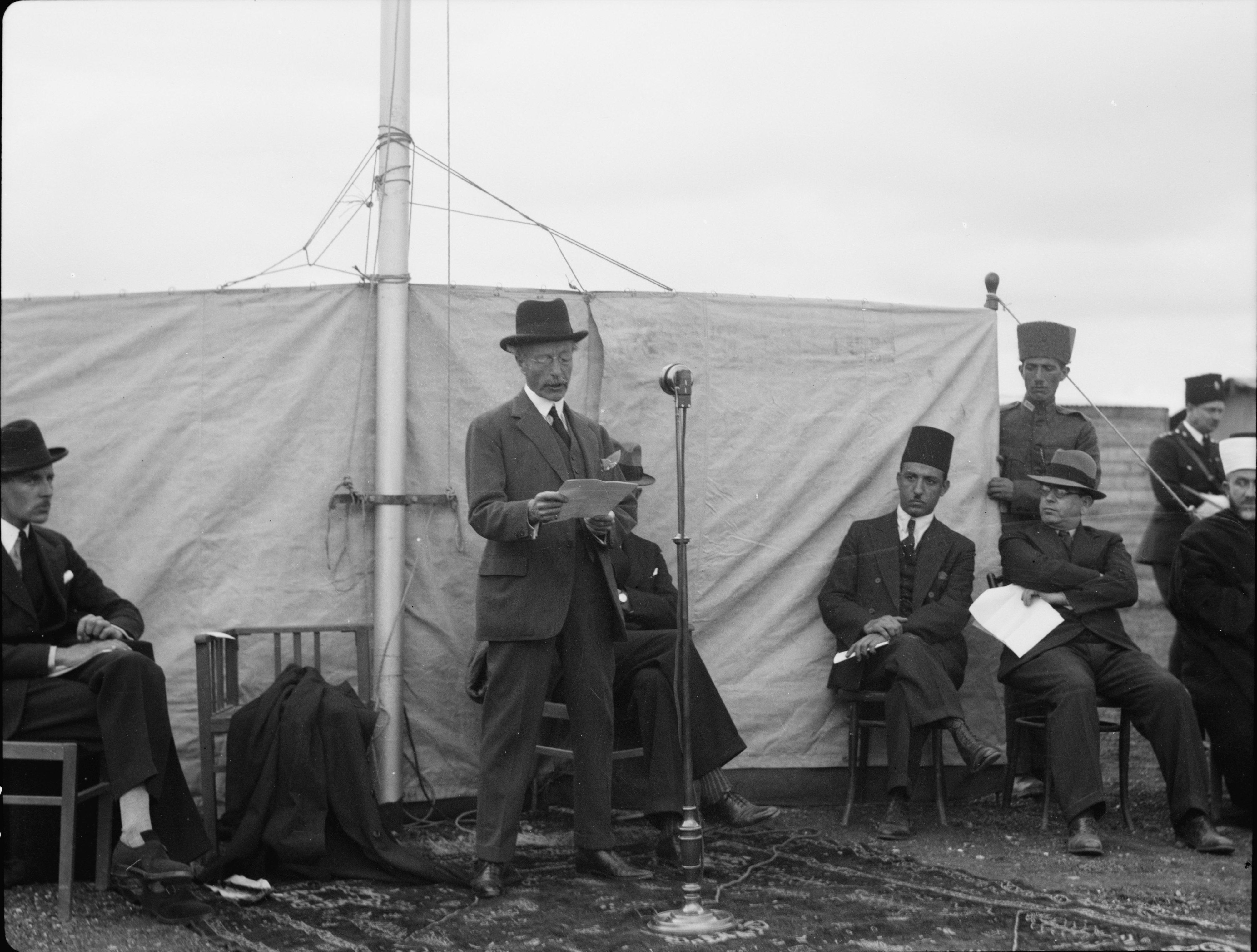
Ouverture du service de radiodiffusion palestinien le 30 mars 1936. Le gouverneur général Arthur Grenfell Wauchope prononce le discours d'ouverture à Ramallah.

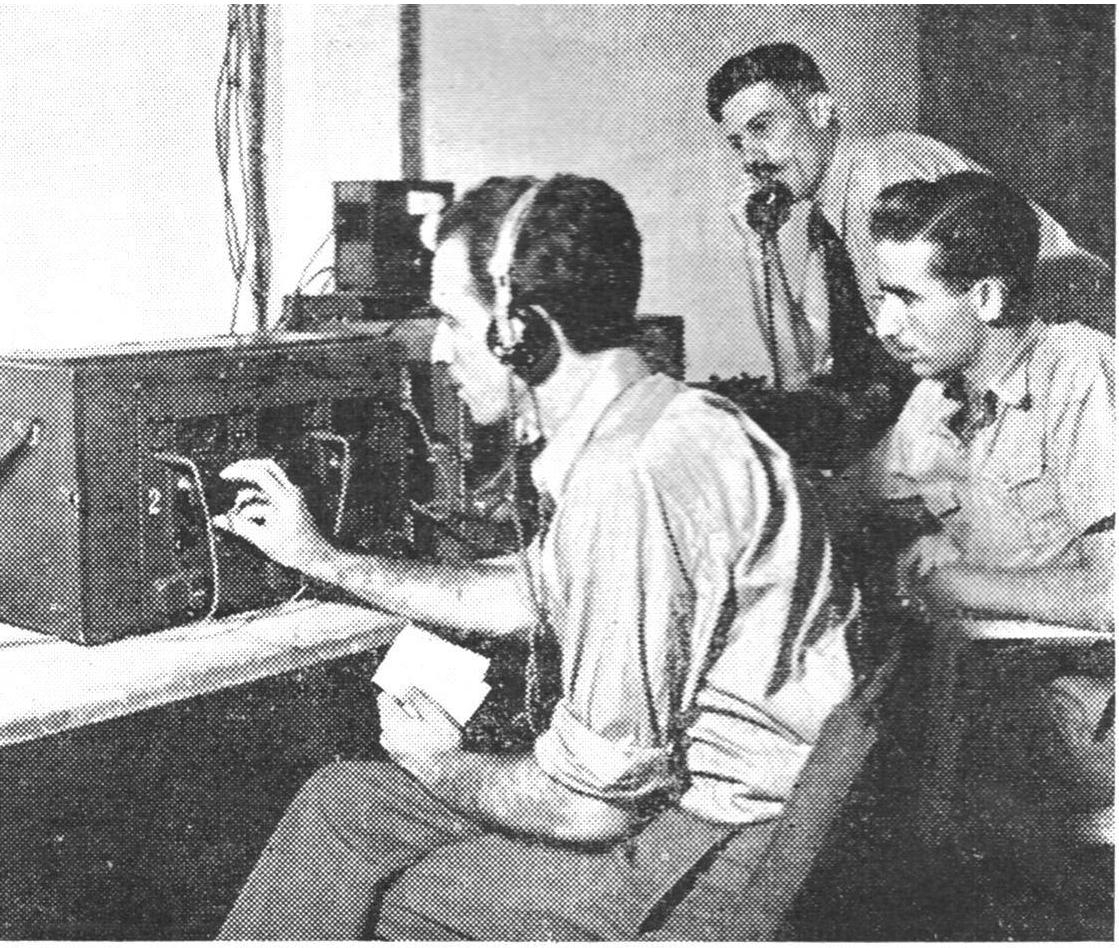
Salle de contrôle de diffusion dans le bâtiment PBS à Jérusalem, 1943

Palestine Broadcasting Service (PBS) (en français : Service de radiodiffusion de Palestine) est la radio d'État sur le territoire du mandat britannique de la Société des Nations pour la Palestine. Son programme est produit à Jérusalem et diffusé depuis Ramallah. La radio diffuse des émissions en arabe, hébreu et anglais de mars 1936 à la fin du mandat britannique en 1948.

## Généralités
Sa structure est calquée sur celle de la BBC. Son financement est  assuré en partie par le gouvernement britannique et en partie par les redevances de diffusion.
Le programme en arabe avait le temps d'antenne le plus long, car d'une part, les Arabes palestiniens constituaient le groupe de population le plus important de la zone sous mandat et d'autre part, on supposait que la population juive parlait d'autres langues et pourrait également écouter les stations de radio d'Europe.
La création de PBS par le mandat britannique répondait à deux objectifs : réduire les conflits entre les résidents arabes et juifs du territoire sous mandat et améliorer la réputation de l'administration britannique elle-même. C’est la raison pour laquelle les informations dans les programmes étaient fortement censurées.

Le haut-commissaire et gouverneur général Arthur Grenfell Wauchope déclare à propos du lancement de la station :

« The Broadcasting Service in Palestine will not be concerned with politics. Its main object will be the spread of knowledge and culture. Nor, I can assure you, will the claims of religion be neglected. »

— Arthur Grenfell Wauchope, Eröffnungsrede von PBS, 30. März 1936

## Langues des émissions
Les émissions en anglais se nomment Jerusalem calling, celles en hébreu Kol Yerushalayim  (La voix de Jérusalem, en hébreu קול ירושלים) et en arabe Iza'at al Quds (Radio Jérusalem, en arabe إذاعة القدس). Le programme en hébreu était d’abord censé s'appeler Kol Eretz Israel (La Voix de la Terre d'Israël), mais ce nom est rejeté à la fois par les Arabes et les Britanniques.

## Début de diffusion
Le 30 mars 1936, après quatorze mois de préparation, le PBS commence ses émissions : à 16 h 17, le gouverneur général Wauchope allume l’émetteur de Ramallah. Le directeur du poste de mandat, William Hudson, prononce les premiers mots : C'est Jérusalem qui appelle, suivi du modérateur arabe Kaabani prononçant les mêmes mots, puis de l'annonceur hébreu Abadi : "Bonjour ! Bonjour! Jérusalem parle!x0147 Cela a été suivi par le discours du gouverneur et une marche jouée par un orchestre militaire. L'émission s'est ensuite poursuivie depuis Jérusalem. Le studio était situé dans l'ancien Palace Hotel. La partie hébraïque du programme comprenait des chansons juives, un concert de chambre avec la violoncelliste Thelma Yelin, l'actrice Hanna Rovina récitant des vers du « Parchemin de feu » et du « Chant de Salomon » du poète Haim Nachman Bialik.

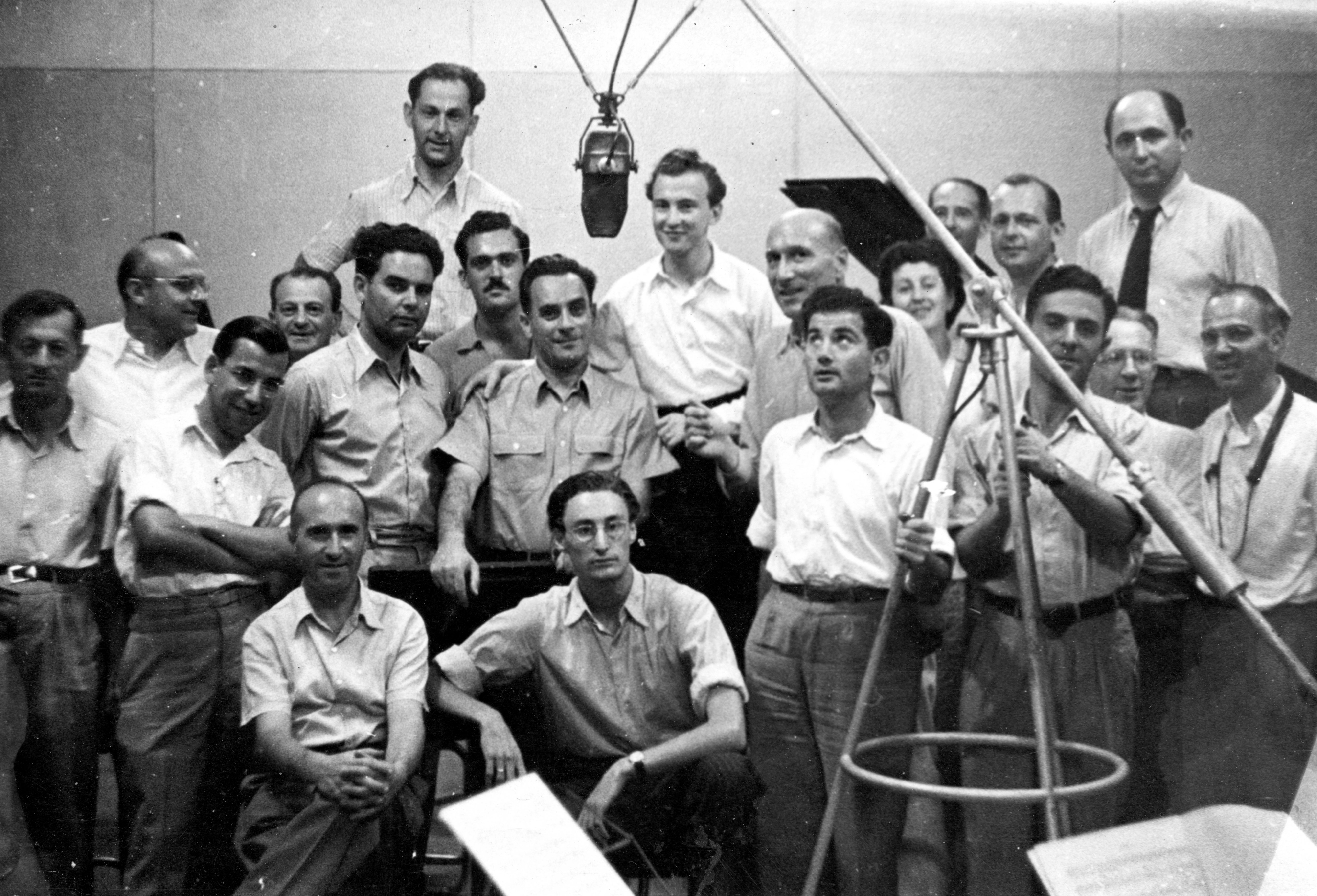
Photo après un concert au studio Palestine Broadcasting Service à Jérusalem en juillet 1947. Le pianiste Menahem Pressler se tient à droite du microphone.

## Programmation
La radio PBS cible deux couches distinctes de la population palestinienne : les agriculteurs et les mélomanes.

« There are thousands of farmers in this country who are striving to improve their methods of agriculture. I hope we shall find ways and means to help these farmers and assist them to increase the yield of the soil, improve the quality of their produce, and explain the advantages of various forms of cooperation.
There are thousands of people in Palestine who have a natural love of music, but who experience difficulty in finding the means whereby they may enjoy the many pleasures that music gives. The Broadcasting Service will endeavor to fill this need and stimulate musical life in Palestine, so that we may see both oriental and Western music grow in strength, side by side, each true to its own tradition. »

— Arthur Grenfell Wauchope, Eröffnungsrede von PBS, 30. März 1936
La chaîne diffuse surtout de la musique, des programmes pour enfants, des conférences et de courts programmes éducatifs. Les heures de diffusion en arabe couvraient un large éventail de sujets allant des grands moments de l'histoire arabe à des choses comme l'histoire de la production d'oranges.
Un programme s’intitule The Arab Home (en français : le foyer arabe). Il est animé par Salwa Sa'id, une libanaise venue en Palestine après son mariage. Douze émissions ont lieu entre la fin des années 1930 et le début des années 1940. En plus des conseils ménagers, le contenu comprenait également la position des femmes dans la société et la lutte pour l'identité sociale et nationale. Le PBS a son propre orchestre, qui joue principalement de la musique folklorique. Des artistes arabes célèbres d'Égypte, du Liban et de Syrie se sont produits. Les responsables des programmes des émissions en hébreu ont d'abord eu des discussions sur le type de musique à diffuser. À partir du milieu des années 1930, la musique classique est de plus en plus diffusée. En raison de la persécution des Juifs en Europe, des musiciens de formation classique sont également venus en Palestine à partir de là. PBS a non seulement joué un rôle majeur dans la diffusion de la musique folklorique locale, mais aussi dans la diffusion de la musique classique. L'un des moments forts a été la visite du chef d'orchestre italien Arturo Toscanini, qui a dirigé l'orchestre du PBS. Des pièces radiophoniques ont également été diffusées.
Le programme hébreu du PBS a une signification particulière pour la diffusion de la langue hébraïque parlée à une époque où il y avait encore très peu de locuteurs hébreux et où les Juifs ne connaissaient la langue que comme langue écrite.
En juillet 1939, PBS emménage dans de nouveaux studios dans une maison sur Queen Melisande's Way (aujourd'hui Helení ha Malkáh). Il a été construit à l'origine pour la famille royale d'Ethiopie.

## PBS 2
Jusqu'en 1942, le PBS diffusait à une puissance de 20 kW sur la fréquence 668 kHz. Avec l'introduction du deuxième canal PBS 2, la fréquence a été changée à 667 kHz pour améliorer la réception en Europe. PBS 2 émis avec 20 kW sur la fréquence 574 kHz. Ainsi, à partir de 1942, il existe deux programmes distincts pour l'arabe/anglais (Radio al Quds, PBS 1) et l'hébreu/anglais (Kol Yerushalayim, PBS 2).

## Grille des programmes en 1946
Dans un communiqué de PBS daté de janvier. Novembre 1946 par le réalisateur Edwin Samuel et son adjoint Rex Keating les programmes suivants sont annoncés :

### PBS1
07.00-07.40 Arabe
07.45-08.00 Anglais
11.00 Anglais
12.00 Anglais (dimanche uniquement)
13h45-14h45 Arabe
17.00-18.15 Anglais (mardi à partir de 1715, vendredi et samedi à partir de 1730)
18.15-19.30 Arabe
21.30-21.45 Anglais
21h45-22h30 Programme d'animation en anglais

### PBS2
07.00-07.45 Hébreu
07.45-08.00 Anglais
11.00-12.30 Hébreu (samedi uniquement)
11.00 Anglais (dimanche-vendredi)
12h00-12h30 Hébreu (dimanche uniquement)
12h30-13h30 Hébreu
15.00-18.15 Anglais
18.15-22.30 Hébreu
21h45-22h30 Programme alternatif en anglais

#### Journaux d'informations
En anglais 07h45, 13h30, 21h30
En arabe 07h15, 13h45, 18h45, 20h15, 21h25
En hébreu 08:15, 13:15, 18:45, 20:15, 21:25

#### Les temps forts des programmes
Dimanche: 10h00-11h00 culte des églises de Jérusalem
Vendredi : 11h00-12h15 : prières musulmanes depuis la mosquée al-Aqsa à Jérusalem (en arabe)
Tous les jours : 20h00-20h15 Lecture (en hébreu) de l'Ancien Testament

## La fin du service de radiodiffusion palestinien
Peu avant la fin du mandat britannique pour la Palestine le 18 mai 1948, l'administration du mandat charge la Légion arabe de d’assurer la protection de la maison de la radio à Queen Melisande's Way (aujourd'hui Helení ha Malkáh). En conséquence, le personnel du programme en hébreu quitte la station le 14 avril. En décembre 1947, la station de radio continue à émettre à partir d'un emplacement situé au centre de Jérusalem. Au même moment, des studios se préparaient ailleurs à Jérusalem. Lorsque l'État d'Israël est fondé le 14 mai 1948, il y avait deux chaînes israéliennes : La Voix de Jérusalem depuis Jérusalem et La Voix d'Israël depuis Tel-Aviv. En raison de l'incertitude du statut de Jérusalem, les deux stations ont fonctionné indépendamment jusqu'en 1950. Après l'arrivée des autorités israéliennes à Jérusalem, la "Voix de Jérusalem" est devenue le nouveau radiodiffuseur israélien Voice of Israel, reprenant le personnel et les infrastructures. Il a conservé la fréquence de PBS 2, mais était initialement incapable de diffuser sur ondes moyennes. Pendant la guerre de Palestine, ce qui était alors la Transjordanie a occupé la Cisjordanie, où se trouvaient les installations de radiodiffusion de Ramallah. De là, le programme "Arab Jerusalem Broadcasting Station" a été diffusé sur les fréquences PBS 1 en anglais et en arabe.